# النضال ضد الانتهاك المسيس للطب النفسي في الاتحاد السوفيتي

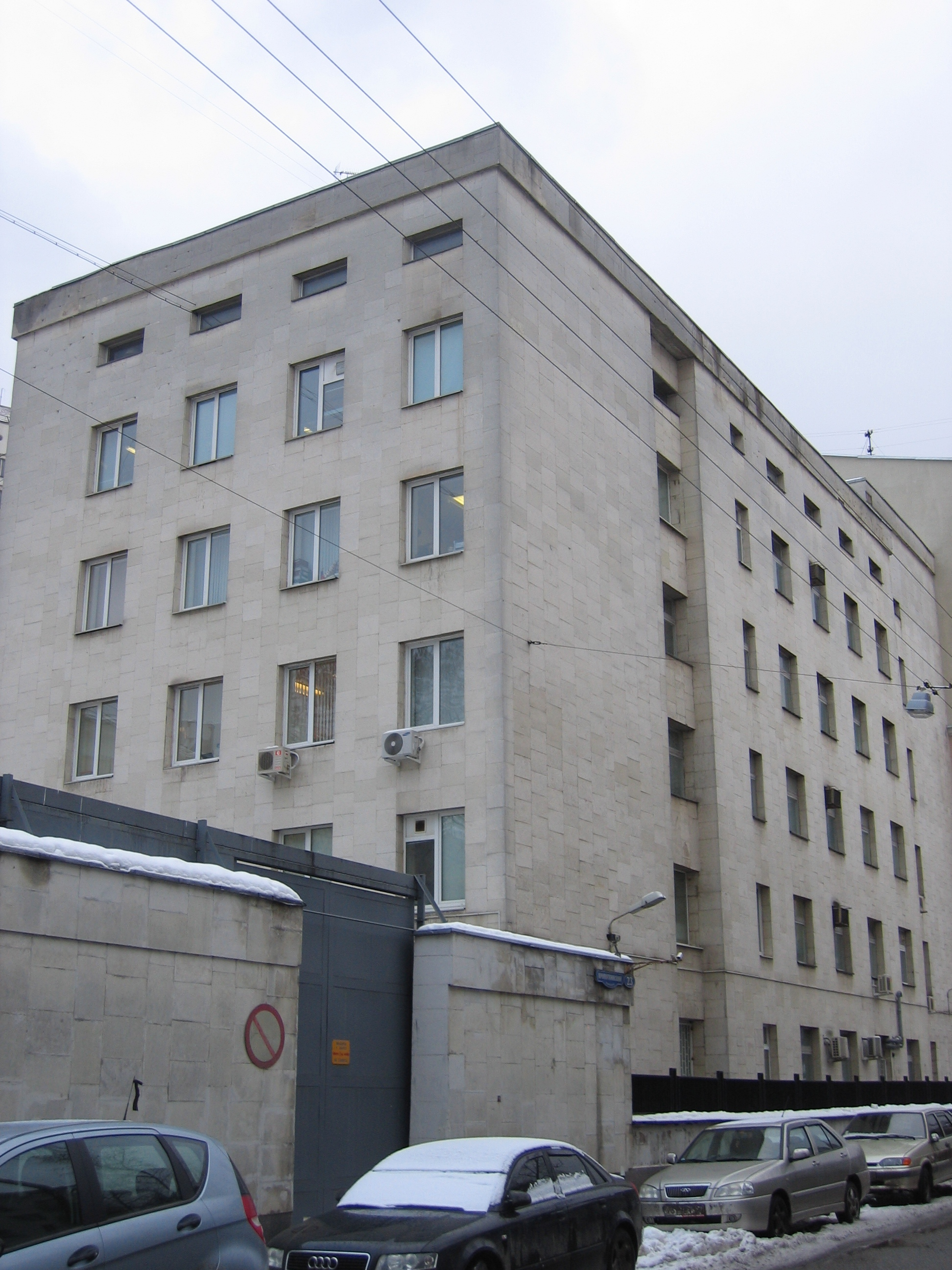

وُجدت الإساءة السياسية الممنهجة للطب النفسي في الاتحاد السوفيتي وكانت تعتمد على تفسير المعارضة السياسية على أنها مشكلة نفسية. كانت تدعى «آليات نفسية مرضية» للمعارضة.
خلال فترة رئاسة الأمين العام للحزب الشيوعي السوفيتي ليونيد بريجنيف، كان الطب النفسي يستخدم كأداة لإقصاء الأعداء السياسيين («المعارضين») الذين عبروا بشكل علني عن معتقدات تخالف الدوغماتية الرسمية. وكان مصطلح «التسمم الفلسفي» يستخدم بشكل واسع لتشخيص اضطرابات عقلية لدى حالات كان فيها الأشخاص يختلفون مع القادة ويستهدفونهم للنقد لاستخدامهم كتابات كارل ماركس وفريدريك إينجلز وفلاديمير لينين. وضعت المادة 58-10 من القانون الجنائي لستالين -والتي تم إدراجها مثل المادة 70 في القانون الجنائي لجمهورية روسيا الاتحادية الاشتراكية السوفيتية لعام 1962- والمادة 190-1 من القانون الجنائي لجمهورية روسيا الاتحادية الاشتراكية السوفيتية بالإضافة لنظام تشخيص الأمراض العقلية الذي طوره الأكاديمي آندريه سنيجنيفسكي، الشروط المسبقة التي يمكن بموجبها تحويل المعتقدات غير النموذجية بسهولة إلى قضية جنائية وهذه بدورها إلى تشخيص بمرض نفسي. السلوك السياسي المعارض للاتحاد السوفيتي وبالأخص التصريح بمعارضة السلطات والتظاهر من أجل الإصلاح وكتابة الكتب الناقدة كانت تعتبر عند تواجدها معاً في آن واحد لدى بعض الأشخاص فعلاً جنائياً (مثل انتهاك المواد 70 أو 190-1) وعرضاً (مثل «وهم الإصلاح») وتشخيصاً (مثل «الفصام البطيء»). وضمن حدود الفئة التشخيصية كانت أعراض التشاؤم وضعف التأقلم الاجتماعي والصراع مع السلطات كافية بحد ذاتها لوضع تشخيص رسمي لـ «الفصام البطيء». أُدير الاعتقال المتعلق بالطب النفسي لكبح وإيقاف كل من الهجرة وتوزيع المستندات والكتب الممنوعة والمشاركة بأفعال ومظاهرات الحقوق المدنية والتورط بنشاط ديني محرّم. كان المعتقد الديني للسجناء، ومن ضمنهم الملحدين السابقين ذوي التأهيل التعليمي العالي الذين اتخذوا ديانةً ما، يعتبر شكلاً من الأمراض العقلية ويجب أن يُعالج. كانت لجنة أمن الدولة ترسل المعارضين لأطباء نفسيين للتشخيص لتجنب المحاكمات العامة المحرجة ولتشويه سمعة المعارضة بجعلها ثمرة العقول المريضة. المستندات السرية جداً سابقاً التي كانت موجودة ضمن «الملف الخاص» للّجنة المركزية للحزب الشيوعي السوفيتي نشرت بعد تفكك الاتحاد السوفيتي وهي تثبت أن سلطات الدولة استخدمت الطب النفسي وبتمام وعيها كأداة لكبح المعارضة.
في الستينيات، نشأت حركة عنيفة احتجاجاً على الإساءة للطب النفسي في اتحاد الجمهوريات السوفيتية الاشتراكية. أدينت الإساءة السياسية للطب النفسي في الاتحاد السوفيتي خلال مؤتمرات الرابطة العالمية للطب النفسي في مدينة مكسيكو (1971) وهاواي (1977) وفيينا (1983) وأثينا (1989). كانت حملة القضاء على الإساءة السياسية للطب النفسي في اتحاد الجمهوريات السوفيتية الاشتراكية حدثاً جوهرياً في الحرب الباردة، حيث ألحقت بسمعة ومكانة الطب السوفيتي ضرراً لا يمكن إصلاحه. في عام 1971، قام فلاديمير بوكوفسكي بتهريب ملف من 150 صفحة إلى الغرب وثِّقت فيه الإساءة السياسية للطب النفسي، وقد أرسله إلى صحيفة التايمز. كانت المستندات عبارة عن نسخ لتقارير قضائية جدلية عن شخصيات بارزة معارضة للاتحاد السوفيتي. في كانون الثاني من عام 1972، تم إدانة بوكوفسكي تحت القانون الجنائي بسبب نشره لحرب دعائية ضد الاتحاد السوفيتي، وبشكل رئيسي اعتماداً على أساسه وخلفيته، وامتلاكه نية ضد الاتحاد السوفيتي ونشره وترويجه لتقارير كاذبة عن المعارضين السياسيين. صرّح فريق العمل للدفاع عن حقوق الإنسان في اتحاد الجمهوريات السوفيتية الاشتراكية أن بوكوفسكي قد اعتقل كنتيجة مباشرة لاستعطافه للأطباء النفسيين حول العالم، ولذلك يقترح الآن أنهم يملكون قدره بين أيديهم. في عام 1974، كتب بوكوفسكي والطبيب النفسي المسجون سيميون غلوزمان دليلاً عن الطب النفسي للمعارضين، قدم للضحايا المستقبليين المحتملين للطب النفسي السياسي تعليمات عن كيفية التصرف خلال الاستجواب لتجنب أن يتم تشخيصهم بأنهم مرضى عقلياً.
استمرت الإساءة السياسية للطب النفسي في روسيا بعد سقوط الاتحاد السوفيتي وهددت الناشطين بحقوق الإنسان بالحصول على تشخيص نفسي.

## خلفية
الإساءة السياسية للطب النفسي هي سوء استخدام التشخيص النفسي والحجز والعلاج بغية عرقلة حقوق الإنسان الأساسية لأفراد ومجموعات محددة في المجتمع. وتستلزم تبرئة وإحالة المواطنين لمنشآت نفسية بالاعتماد على معايير سياسية بدلاً من صحية عقلية. العديد من الكتّاب، ومن ضمنهم الأطباء النفسيون يستخدمون أيضاً مصطلحات «الطب النفسي السياسي السوفيتي» أو «الطب النفسي الجزائي» للإشارة لهذه الظاهرة.
في كتاب الطب الجزائي لآليكساندر بودرابينيك كان مصطلح «الطب الجزائي» المشابه لـ «الطب النفسي الجزائي»، معرّفاً كـ «أداة في الصراع ضد المعارضين الذين لا يمكن عقابهم بالوسائل القانونية.» الطب النفسي الجزائي ليس موضوعاً مميزاً ولا تخصصاً للطب النفسي بل حالة استثنائية ناشئة مع العديد من العلوم التطبيقية في الدول الاستبدادية حيث يمكن أن يشعر أعضاء مهنة ما بأنهم مجبرين على خدمة إملاءات القوة. الاعتقال بالاعتماد على الطب النفسي للأشخاص العاقلين يعتبر بانتظام شكلاً خبيثاً للإبادة على وجه التحديد. في الاتحاد السوفيتي كان المعارضون يُحتجزون غالباً فيما يدعى سيخوشكا أو ردهات الطب النفسي. سيخوشكا هي التصغير الساخر لعبارة «مشفى أمراض عقلية».كانت مشفى السجن النفسي أحد أول السيخوشكات في مدينة كازان. في عام 1939 تم نقلها لتصبح تحت سيطرة المفوضية الشعبية للشؤون الداخلية، الشرطة السرية والمنظمة الطليعة للجنة أمن الدولة وذلك بأمر من لافرينتي بيريا الذي كان رئيساً للمفوضية الشعبية للشؤون الداخلية. سجل المدافعون الدوليون عن حقوق الإنسان مثل والتر ريتش لفترة طويلة الطرق التي شخص بها الأطباء النفسيون السوفييت في مشافي السيخوشكا الفصام لدى المعارضين السياسيين. لم يفحص علماء الغرب أي ناحية من الطب النفسي السوفيتي جيداً بقدر تورطه في التحكم الاجتماعي بالمعارضين السياسيين.
ومنذ عام 1948، كان لدى الخدمة السرية السوفيتية اهتماماً بهذه الناحية من الطب. وقد كان أحد رؤساء الشرطة السرية السوفيتية، وهو آندريه فيشينسكي، أول من أمر باستخدام الطب النفسي كأداة للإبادة. اعتقد أيضاً الطبيب النفسي الروسي يوتر غانوشكين بأنه في مجتمع طبقي وخصوصاً خلال أشد الصراعات الطبقية، كان الطب النفسي غير قادر على ألّا يكون مبيداً. تم تطوير نظام للإساءة السياسية للطب النفسي في نهاية ولاية جوزيف ستالين. على أي حال، تبعاً لـ آليكساندر إيتكيند، لم يكن الطب النفسي الجزائي ببساطة موروثاً من حقبة ستالين حيث كان الغولاغ (كلمة مختصرة تطلق على الإدارة الأساسية لمعسكرات العمل الإصلاحي وهو نظام السجن خلال سنوات ولاية ستالين) آلة فعالة للإبادة السياسية ولم يكن هناك أي حاجة تتطلب تطوير بديل غالي الثمن أو احتياطي من الطب النفسي. الإساءة للطب النفسي كانت نتيجة طبيعية للحقبة السوفيتية اللاحقة. منذ منتصف السبعينيات وحتى التسعينيات، تأقلمت بنية خدمة الصحة العقلية مع المعيار المزدوج في المجتمع، الذي كان عبارة عن نظامين منفصلين وُجدا بسلام في نفس الوقت بالرغم من النزاعات بينهما:
1. النظام الأول كان الطب النفسي الجزائي الذي خدم بشكل مباشر مؤسسة السلطة وتم قيادته من قبل معهد موسكو للطب النفسي القضائي وسمي باسم فلاديمير سيربسكي.
2. النظام الثاني كان مؤلفاً من نخبة من عيادات نفسية موجهة علاجياً وتم قيادته من قبل معهد لينينغراد النفسي العصبي وسمي باسم فلاديمير بيختيريف.

جمعت مئات المشافي في المحافظات مكونات من كلا النظامين.